# Кили, Джефф
Джефф Ки́ли (англ. Geoff Keighley; также встречается транскрипция Джефф Ке́йли) — канадский игровой журналист и телеведущий. Известен работой на GameTrailers TV, серией статей «The Final Hours», а также организацией и проведением игровых выставок Spike Video Game Awards и The Game Awards и шоу E3 Coliseum в течение Electronic Entertainment Expo.

## Карьера
Свой первый опыт в качестве игрового журналиста и ведущего Джефф Кили получил на Cybermania '94: The Ultimate Games Awards — первой церемонии награждения компьютерных игр, транслировавшейся по телевидению. На тот момент Кили было всего четырнадцать лет, однако он поучаствовал в организации шоу, оказав помощь в составлении речи ведущего. Он не остался довольным получившимся шоу, поскольку оно изначально задумывалось комедийным, а не торжественным, однако это шоу вдохновило Кили за свою карьеру создать аналог «Оскара» для компьютерных игр.
Кили известен написанием рецензий и анонсов, а также исследованием закулисья игровой индустрии. Работая журналистом в GameSpot в 1998 году, Кили вёл колонку «Behind the Games», которая в дальнейшем переросла в серию статей «The Final Hours». В процессе работы над этими статьями, Джефф посещает различные студии незадолго до выпуска игр и тщательно описывает процесс завершения разработки игры. Со временем статьи стали выходить в виде мобильных приложений. В интервью Джейсу Холлу в 2008 году Кили рассказал о важности этого процесса: «существует этакая нехватка расследовательской журналистики. Я бы хотел иметь больше времени, чтобы чаще заниматься своими, вроде как, расследованиями. Глубоко погружаться в некоторые из этих больших проблем, вроде красного кольца смерти — никто никогда так толком и не рассказал о том, что на самом деле произошло».
Кили работал ведущим на GameTrailers TV, а параллельно участвовал во многих других околоигровых проектах на телевидении. На американском телеканале G4, принадлежащем корпорации Comcast, он участвовал в освещении Electronic Entertainment Expo в роли ведущего, в процессе чего брал интервью у директоров таких компаний, как Sony и Electronic Arts. Для телеканала MTV он написал концепт и выступил продюсером (совместно с LivePlanet) передач «Gears of War: Race to E3» и «Gears of War: Race to Launch», проливающих свет на разработку популярной игры для Xbox 360. В 2007 году канал Discovery пустил в эфир пятичасовой документальный фильм, в котором Кили выступил консультативным продюсером. Джефф также работал в качестве ведущего и сопродюсера для ряда выпусков на канале Spike TV, в том числе «Madden NFL 08 Kickoff», включающего выступление Оззи Осборна, и «Halo 3: Launched!», с выступлением Linkin Park. На канале Fox News он выступал в скандальных дебатах вокруг игры Mass Effect, в результате чего заслужил признание геймеров, поскольку был единственным человеком на шоу, игравшим в обсуждаемую игру.
С 2006 года Кили принимал участие в организации Spike Video Game Awards по приглашению продюсеров шоу. В 2013 году шоу было реорганизовано и переименовано в VGX Awards. Кили посчитал, что обновлённый формат способствует больше коммерческим и рекламным целям, а не чествованию достижений компьютерных игр, и потому покинул шоу. В течение 2014 года он на собственные средства занялся организацией собственной церемонии награждения, заручившись поддержкой Microsoft, Sony, Nintendo, а также крупных изданий и лидеров индустрии. В результате была создана The Game Awards, первая церемония которой состоялась в декабре 2014 года, в которой Кили взял роль главного ведущего. В декабре 2016 года Кили был избран в качестве судьи на Viveport Developer Awards (VDAs).
Кили участвовал в Electronic Entertainment Expo с первых её выставок. Начиная с Electronic Entertainment Expo 2017 он также организовывает и проводит E3 Coliseum, отдельное ток-шоу, проводящееся в течение E3, в которое приглашаются разработчики и издатели из E3 для интервью и ведения других обсуждений. В 2020 году Entertainment Software Association внесла существенные изменения в формат Electronic Entertainment Expo 2020 (ещё до его отмены из-за пандемии COVID-19), после чего Кили объявил, что не будет организовывать E3 Coliseum и вообще не появится на шоу — впервые за 25 лет.
После того как в результате пандемии было отменено большое количество выставок и мероприятий вроде E3 и Gamescom, Кили скооперировался с рядом крупных издателей и лидеров индустрии для проведения фестиваля Summer Game Fest с мая по август 2020 года. В течение этого периода Кили помогал разработчикам и издателям проводить анонсы будущих игр и другие презентации, а также сотрудничал со Steam и Xbox с целью предоставления зрителям демоверсий представляемых компьютерных игр в период проведения шоу.

## Критика
В статье, опубликованной в октябре 2012 года в журнале Eurogamer, критикуется желание Кили позитивно представлять игры с целью сохранения имиджа эксклюзивов, независимо от их фактического качества, и принятие пиара за чистую монету .

## В культуре
Голограмма Кили была добавлена в компьютерную игру Death Stranding.